# Johann Samuel Schroeter
Johann Samuel Schroeter (auch: Schröter) (* 2. März 1753 in Guben, Markgrafschaft Niederlausitz; † 2. November 1788 in Pimlico bei London) war ein deutscher Pianist und Komponist.

## Leben
Johann Samuel Schroeter wurde als Sohn des königlich-polnischen und kurfürstlich-sächsischen Oboisten im Graf Brühlschen Regiment, Johann Friedrich Schroeter und dessen Frau Marie geboren. Nach verschiedenen Quellen sind als Geburtsjahr 1750, 1752 oder 1753 angegeben. Die Schroeters waren eine Musikerfamilie. Johann Samuel und seine Geschwister Corona (1751–1802), Heinrich (1760 – nach 1782) und Marie Henriette (1766 – nach 1804) erhielten vom Vater Musikunterricht und schlugen später ebenfalls eine Karriere auf dem Gebiet der Musik ein.
Schroeter ging nach Leipzig und studierte bei Johann Adam Hiller Musik. Ab 1765 trat er zunächst als Sopransolist auf. Der Stimmbruch beendete seine Gesangskarriere und er widmete sich nun dem Klavierspiel und dem Komponieren. 1767 trat Schroeter als Pianist beim Großen Konzert in Leipzig auf. Es folgten Konzerttourneen durch die Niederlande und England. Am 2. Mai 1772 debütierte er in London mit einem selbstkomponierten Klavierkonzert. Schroeter ließ sich in London nieder, wo er zunächst von Johann Christian Bach gefördert wurde, eine Organistenstelle übernahm und zur Deckung seines Lebensunterhalts zusätzlich Klavierunterricht gab. Er wurde schnell einer der beliebtesten Pianisten und Klavierlehrer Londons. Nach Bachs Tod 1782 wurde er Music Master der Königin Charlotte. Seine Auftritte als Pianist trugen zu einer frühen Begeisterung für das Klavier auf der britischen Insel bei.
1775 heiratete er heimlich die Klavierschülerin Rebecca Scott (1751–1826). Da deren Eltern scheinbar aus den besseren Kreisen stammten, sollen sie Schroeter die damals erhebliche Summe von 500 Pfund Sterling pro Jahr unter der Bedingung gezahlt haben, dass er seine Tätigkeit als Klavierlehrer aufgab. Seit seiner Hochzeit spielte Schroeter nur noch für seine Gönner aus den adeligen und hochadeligen Kreisen, die bis in die Königsfamilie hineinreichten, z. B. für Prinz Georg, den Prince of Wales.
Schroeter lebte mit seiner Frau in seinem Haus in Pimlico bei London, wo er 1788 im Alter von 35 Jahren verstarb.
Der verheiratete Joseph Haydn lernte wenige Jahre später Rebecca Schroeter kennen, verliebte sich in die junge Witwe und widmete ihr seine Trios op. 73.

## Werke
- Concerto op. III Nr. 1 in F-dur für Piano-Forte, 2 Violinen und Baß
- Concerto op. III Nr. 3 in C-dur für Piano-Forte, 2 Violinen und Baß
- Concerto op. III Nr. 4 in D-dur für Piano-Forte, 2 Violinen und Baß
- Concerto op. III Nr. 6 in Es-dur für Piano-Forte, 2 Violinen und Baß
- Klavierkonzert op. IV
- Klavierkonzert op. V
- Quintette für Piano-Forte oder Cembalo, Flöte, Violine, Viola, und Violoncello
- Sonaten für Piano-Forte, Violine und Baß
- Sonaten für Cembalo op. I
- Gesänge mit Violine oder Flöte

Zu einigen seiner Konzerte schrieb Wolfgang Amadeus Mozart Kadenzen.

## Nachweise
1. ↑  Schroeter bei oxfordjournals.org (PDF)
2. ↑  Tony Scull: More Light on Haydn's „English Widow“, Music & Letters 78: 45-55 (1997)

| Personendaten    | Personendaten                       |
| ---------------- | ----------------------------------- |
| NAME             | Schroeter, Johann Samuel            |
| ALTERNATIVNAMEN  | Schröter, Johann Samuel             |
| KURZBESCHREIBUNG | deutscher Komponist und Pianist     |
| GEBURTSDATUM     | 2. März 1753                        |
| GEBURTSORT       | Guben, Markgrafschaft Niederlausitz |
| STERBEDATUM      | 2. November 1788                    |
| STERBEORT        | Pimlico bei London                  |